# Selenidium plicatum
Selenidium plicatum is een soort in de taxonomische indeling van de Myzozoa, een stam van microscopische parasitaire dieren. Het organisme komt uit het geslacht Selenidium en behoort tot de familie Selenidiidae. Selenidium plicatum werd in 1930 ontdekt door Ray.